# 特羅斯佳內茨河 (南布格河支流)
特羅斯佳内茨河（烏克蘭語：Тростянець），是烏克蘭西南部的河流，屬於南布格河的支流。該河流經文尼察州的海辛區，河道全長42公里，流域面積263平方公里。